# Lübeck Hauptbahnhof
Lübeck Hauptbahnhof vasútállomás Németországban, Lübeck tartományban. A német vasútállomás-kategóriák közül a második csoportba tartozik.

## Vasútvonalak
Az állomást az alábbi vasútvonalak érintik:
- Lübeck–Hamburg-vasútvonal
- Kiel–Lübeck-vasútvonal
- Lübeck–Puttgarden railway
- Lübeck–Lübeck-Travemünde Strand railway
- Lübeck–Bad Kleinen railway
- Lübeck–Lüneburg railway

## Kapcsolódó állomások
A vasútállomáshoz az alábbi állomások vannak a legközelebb:
- Lübeck-St. Jürgen station (Bad Kleinen, Szczecin Główny, Lübeck–Bad Kleinen railway, RE 4 (Mecklenburg-Vorpommern))
- Bad Schwartau station (Neustadt (Holst) station, Kiel Hauptbahnhof, Lübeck–Puttgarden railway, Kiel–Lübeck-vasútvonal, RB 85 (Schleswig-Holstein), RB 84 (Schleswig-Holstein))
- Lübeck-Dänischburg IKEA station (Hamburg Hauptbahnhof, Lübeck–Lübeck-Travemünde Strand railway, RE 80 (Schleswig-Holstein))
- Lübeck Hochschulstadtteil station (Bahnhof Lüneburg, Lübeck–Büchen railway, RE 83 (Schleswig-Holstein))
- Reinfeld (Holst) (Lübeck Hauptbahnhof, Lübeck–Hamburg-vasútvonal, RE 80 (Schleswig-Holstein))
- Lübeck-St. Jürgen station (Szczecin Główny, RE 4 (Mecklenburg-Vorpommern))
- Haffkrug station (Puttgarden station, X85)
- Bad Schwartau station (Kiel Hauptbahnhof, RE 83 (Schleswig-Holstein))
- Bad Schwartau station (Neustadt (Holst) station, RB 85 (Schleswig-Holstein))
- Lübeck-Moisling